# Швейцарія в ранній новий період

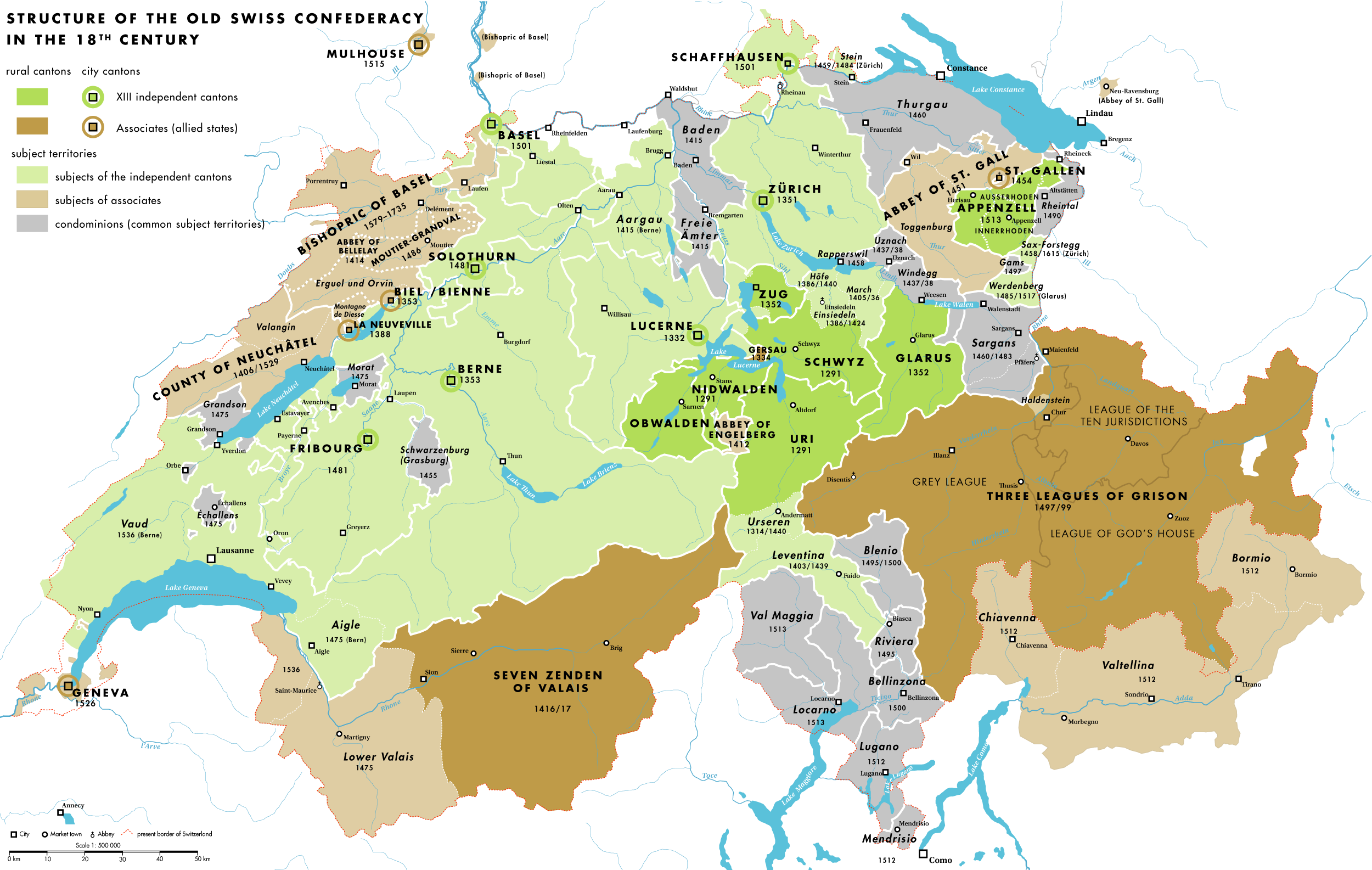
Швейцарська конфедерація в XVIII столітті, її кантони (зелений), асоційовані члени (коричневий) і спліьні володіння (сірий)

Ранній новий період в історії Старої швейцарської конфедерації (Eidgenossenschaft, також відомої як «Швейцарська республіка» чи Republica Helvetiorum) і Тринадцяти кантонів, що входили до її складу, охоплює часовий проміжок від початку Тридцятилітньої війни до французького вторгнення 1798 року.
Епоха відзначилася посиленням аристократичного й олігархічного правлячого класу, а також частими релігійними й економічними повстаннями. За аналогією з Францією її ретроспективно називають Старим порядком, особливо якщо порівнювати з постнаполеонівською Швейцарією.
Слабко згуртована Конфедерація залишалася великою мірою дезорганізованою та скаліченою релігійними розділами, що постали внаслідок швейцарської реформації. У цей період союз отримав формальну незалежність від Священної Римської імперії за підтримки Франції, із якою мав дуже тісні відносини.
Цей період також відзначився розвитком франкошвейцарської літератури та перебуванням у країні відомих авторів доби Просвітництва, на кшталт сім'ї Бернуллі та Леонарда Ейлера.

## Тринадцять кантонів

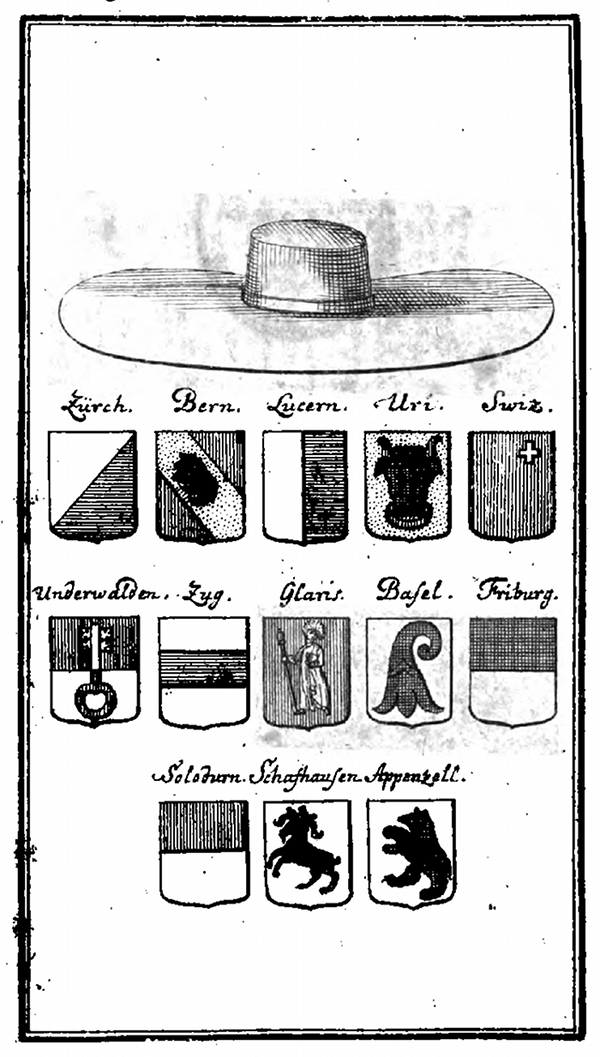
Герби тринадцятьох кантонів

З моменту початку територіального зростання Старої конфедерації, вісім кантонів, що існували в 1352—1481 рр., до 1513 року збільшилися до тринадцятьох.
Існував певний порядок старшинства: вісім старих кантонів «Союзу вісьмох кантонів» XIV століття, а після них п'ять кантонів, які приєдналися до союзу в ході Бургундських війн. Усередині цих груп першими згадувалися більш могутні міські кантони (нім. Städte), Цюрих очолював список як місце тагзатцунгу вісьмох кантонів до реформації:
1. Цюрих — міський кантон, член з 1351 року.
2. Берн — міський кантон з 1353 року; асоційований член з 1323 року.
3. Люцерн — міський кантон, член з 1332 року.
4. Урі — кантон-засновник (Брунненська угода), заснований 1315 року.
5. Швіц — кантон-засновник (Брунненська угода), заснований 1315 року.
6. Унтервальден — кантон-засновник (Брунненська угода), заснований 1315 року[4].
7. Цуг — міський кантон, член союзу з 1352 року.
8. Гларус — сільський кантон, член союзу з 1352 року.
9. Базель — міський кантон, член союзу з 1501 року.
10. Фрібур — міський кантон з 1481 року; асоційований член з 1454 року.
11. Золотурн — міський кантон з 1481 року, асоційований член з 1353 року.
12. Шаффгаузен — міський кантон з 1501 року; асоційований член з 1454 року.
13. Аппенцелль — сільський кантон з 1513 року; асоційований член з 1411 року.

Символічні зображення Конфедерації складалися з розташування тринадцятьох кантональних гербів, іноді з додатковим символом єдності — таким як дві зімкнені руки, «Швейцарський бик» (з кінця XVII століття), Троє Конфедератів або національна персоніфікація союзу — Гельвеція.
Кантональні герби часто супроводжувалися гербами найближчих соратників конфедерації, зокрема місто Біль, імперське абатство Санкт-Галлен, імперське місто Санкт-Галлен, Сім Десятин (Вале), Три Ліги (Граубюнден), імперські міста Мюлуз, Женева, Роттвайль.

## Тридцятилітня війна
Реформація у Швейцарії призвела до розділення Старої Швейцарської конфедерації на дві ворожі фракції. Втім, Швейцарія все ж залишалася відносною «оазою миру та процвітання», тоді як Європу роздирала Тридцятирічна війна. Міста загалом залишалися осторонь і спостерігали за руйнуваннями здалеку, а республіка Цюрих вкладала кошти в будівництво найсучасніших міських укріплень. Кантони уклали численні контракти на найману службу та оборонні союзи зі своїми партнерами з усіх сторін. Деякі з цих контрактів нейтралізували один одного, що дозволило конфедерації залишатися нейтральною — у Defensionale von Wil 1647 року, підписаному під враженням від наступу шведів до Боденського озера взимку 1646—1647 рр., конфедерати оголосили «постійний збройний нейтралітет», що стало історичним початком швейцарського нейтралітету, який буде повторно підтверджений Віденським конгресом і якого країна дотримуватиметься протягом конфліктів XIX і XX століть.

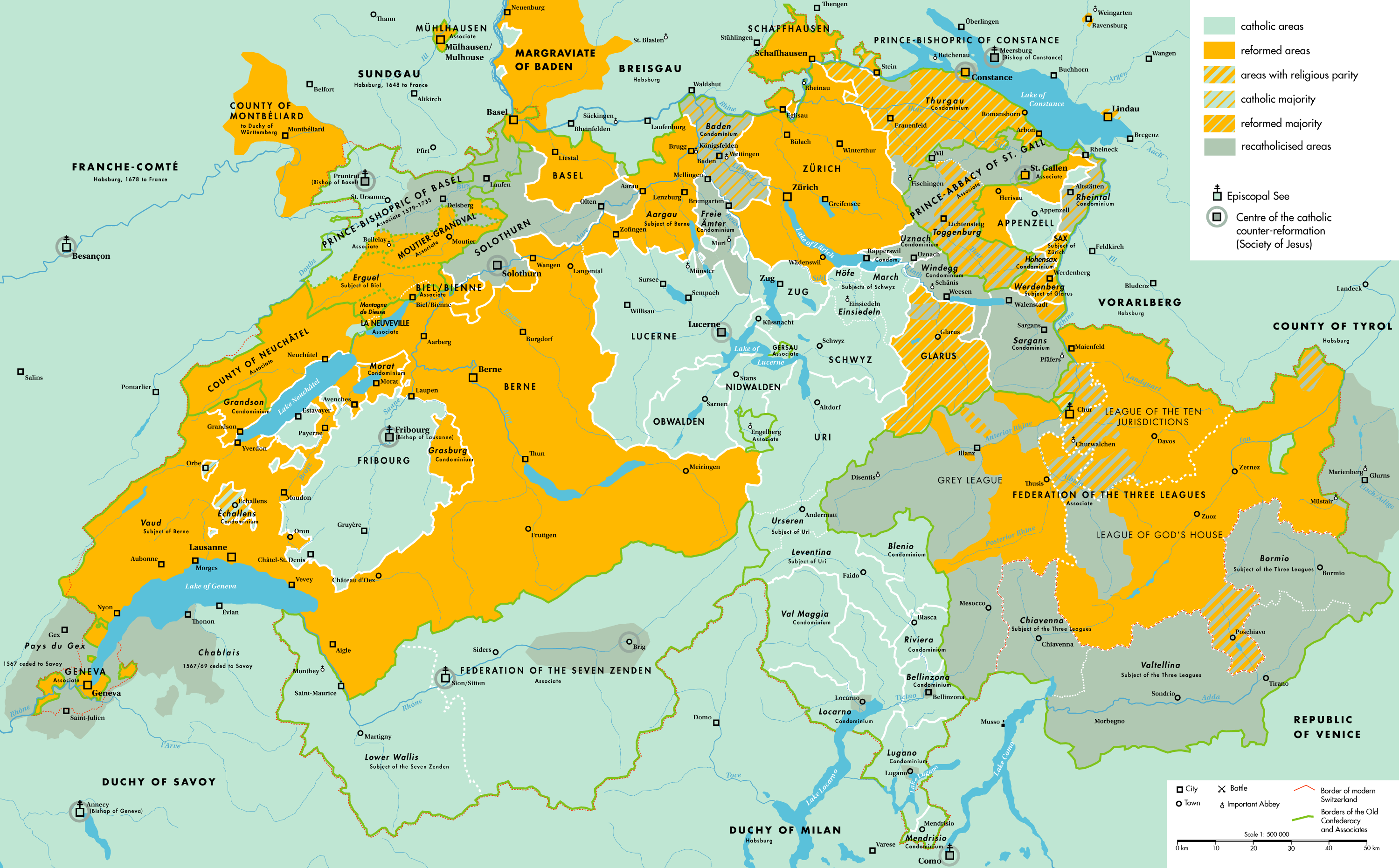
Релігійна мапа Швейцарської конфедерації 1700 року

За Вестфальським миром 1648 року Швейцарська конфедерація отримала юридичну незалежність від Священної Римської імперії, хоча де-факто була незалежною ще після Швабської війни 1499 року. За підтримки голови французької делегації герцога Орлеанського та суверенного князя Невшателя, представнику швейцарців і меру Базеля Йоганну Рудольфу Веттштайну вдалося добитися формального звільнення всіх кантонів і партнерів конфедерації з-під влади Священної Римської імперії.
Під час війни один з учасників Трьох Ліг Граубюнден, який також був асоційованим членом Швейцарської конфедерації, опинився в центрі внутрішнього та зовнішнього конфлікту. Оскільки Три Ліги були дуже децентралізованим державним утворенням, у підсумку спалахнули конфлікти з приводу релігії та зовнішньої політики (так звані Граубюнденські заворушення). Після війни Ліга вжила заходів для зміцнення. Вальтелліна, яка відокремилася від Трьох Ліг, знову стала залежною територією після підписання мирного договору та залишалася такою до заснування Цизальпійської Республіки Наполеоном Бонапартом у 1797 році.

## Відносини з Францією

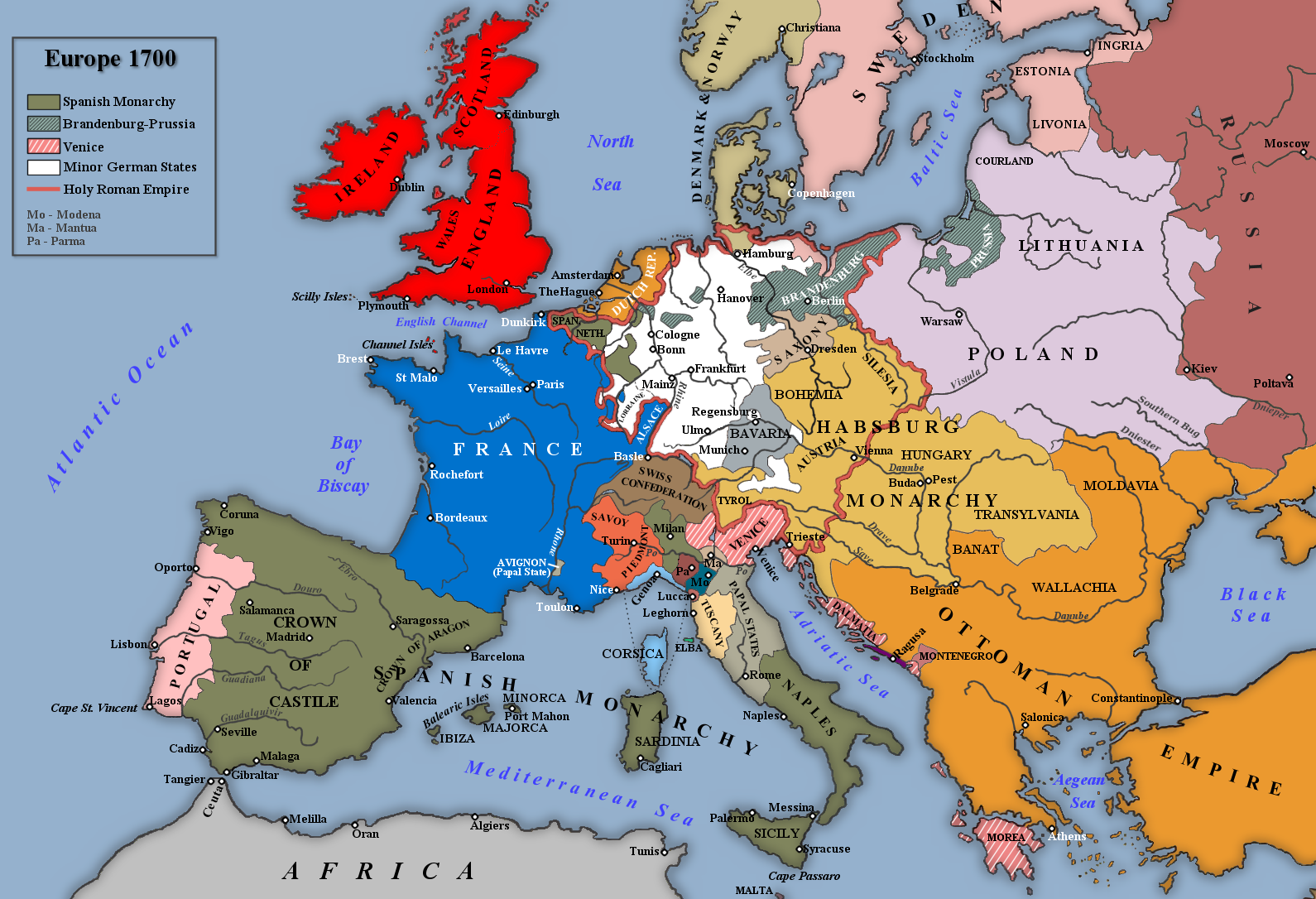
Швейцарська конфедерація станом на 1700 рік

Після Тридцятирічної війни Франція посилилася, і 1663 року Швейцарська конфедерація підписала нову угоду з Францією, яка надавала швейцарським найманцям певні права й захист, а також обіцяла нейтралітет Франції у швейцарських релігійних конфліктах. Однак унаслідок цієї угоди Швейцарія не могла нічого вдіяти, коли Людовик XIV захопив Ельзас (у 1648 році), Франш-Конте (у 1678 році під час Франко-голландської війни) та Страсбург (у 1681 році). Після скасування Людовиком XIV Нантського едикту протестантські кантони почали надавати перевагу військовій службі в Голландській республіці, яка вела серію війн проти деяких європейських держав, включно з Францією.
1707 року, після смерті герцогині Немурської та принцеси Невшательської Марії де Лонгвіль, Невшателю довелося обирати свого наступника з п'ятнадцятьох претендентів. Тоді як Людовик XIV просував низку французьких претендентів на титул, протестантські кантони союзу заохочували Невшатель обрати протестантського короля Пруссії Фрідріха I. У підсумку Фрідріх I став переможцем, заявивши про свої права через кревну спорідненість з Оранською династією.
У 1715 році католицькі кантони, аби відновити престиж після поразки під Філльмергеном у ході Тоггенбурзької війни, відновили союзну угоду з Францією з кількома суттєвими непопулярними змінами. Францію призначили гарантом їхньої свободи з правом втрутитися в разі нападу з боку внутрішніх або зовнішніх сил. Франція також пообіцяла забезпечити реституцію земель, втрачених католицькими кантонами на користь протестантських кантонів. Ця угода великою мірою позбаляла конфедерацію незалежності. 1777 року непопулярне положення було виключено з відновленої угоди між союзом і Францією, а незалежність Швейцарії згадувалася прямо.

## Посилення аристократії
Політична влада зосередилася в руках 13 кантонів. У цю епоху кількість патриціанських сімей зменшилася, але їхня влада зросла. Деякі патриціанські родини походили з керівництва гільдій або торгових груп у місті, тоді як інші родини виросли з успішних найманих капітанів та солдатів. Тенденція до посилення авторитаризму суперечила історії публічного висловлення думок, яка склалася з часів швейцарської Реформації. У багатьох регіонах патриціанські родини не могли придушити публічні зібрання, натомість вони домінували в них. Традиція запрошувати людей висказати свою думку вимерла головним чином у цю епоху.
За цей час зміни у складі міських рад ставали дедалі рідшими. У середні віки місце в міській раді зазвичай призначали довічно. Однак епідемії чуми, смерті на полях битв і конфлікти через Реформацію гарантували регулярну змінюваність міських рад. В епоху раннього Нового часу зростання наукових знань і відносний мир зменшили кількість вільних місць у містах. Водночас члени ради все частіше могли поповнювати раду родичами. Населення Європи знову почало зростати після Тридцятирічної війни. Це призвело до демографічного тиску, якого не було протягом кількох поколінь. Для захисту і допомоги від зростаючої кількості іммігрантів і безземельних селян багато сіл почали зближуватися з сусідніми містами, зрештою перейшовши під владу більших міст.
Протягом XVII століття місця в радах ставали дедалі більш спадковими. Було від 50 до 200 родин, які контролювали всі ключові політичні, військові та промислові позиції у Швейцарії. У Берні з 360 бюргерських сімей тільки 69 все ще мали владу і могли бути обрані до кінця XVIII століття. Однак аристократія залишалася загалом відкритою, і в деяких містах приймали нові сім'ї, якщо вони були досить успішні та багаті. Незвичайним прикладом міждержавних сімейних стосунків є графи де Саліс-Сольйо, яких натуралізували у Великій Британії 1743 року, але король Георг II негайно відправив їх назад до Куру в ролі британських посланців у Трьох Лігах, де сім'я домінувала у XVIII столітті. Відтоді вони залишилися землевласниками в Англії та Швейцарії, зберегли обидва громадянства і продовжують їздити між обома країнами донині.

## Конфлікти та революція
Під час Старого порядку дворянство Швейцарії виросло у владі, ставши майже абсолютними правителями. Втрата влади, зростання податків, конфлікти на ґрунті ворожнечі між сільським і міським населенням та через релігійні питання призводили до повстань і зіткнень по всій Швейцарії.
Під час Тридцятилітньої війни Швейцарський союз дотримувався нейтралітету і не зазнав жодних втрат, що дало змогу місцевій економіці процвітати, оскільки сплюндровані війною сусіди купували у швейцарців товари та продовольство. Однак після закінчення війни економіка Німеччини відновилася, а попит на швейцарський експорт упав. Багато швейцарських селян, які взяли іпотечні кредити під час буму, раптово зіткнулися з фінансовими проблемами.
Містам війна принесла і процвітання, і нові витрати. Містам були потрібні нові засоби захисту, такі як нові бастіони. Під час війни Франція та Іспанія виплачували пенсії — узгоджені суми в обмін на те, що кантони надали їм полки найманців. Після закінчення війни ці гроші довелося замінити. Були підвищені податки і створені нові. Крім того, карбувалися менш цінні мідні монети під назвою бацен, що мали ту саму номінальну вартість, що й раніше викарбувані срібні гроші. Населення стало накопичувати срібні монети, а дешеві мідні гроші, що залишилися в обігу, постійно втрачали свою купівельну спроможність. Таким чином, наприкінці війни населення зіткнулося як з післявоєнною депресією, так і з високою інфляцією в поєднанні з високими податками. Ця фінансова криза призвела до низки податкових повстань у кількох кантонах Конфедерації, наприклад, 1629—1636 рр. у Люцерні, 1641 р. у Берні або 1645—1646 рр. у Цюриху. Повстання 1653 року продовжило цю серію, але вивело конфлікт на безпрецедентний рівень.
У 1653 році селяни підпорядкованих Люцерну, Берну, Золотурну й Базелю територій повстали через девальвацію валюти. Хоча влада здобула перемогу в цій селянській війні, вона все ж провела деякі податкові реформи, а сама подія в довгостроковій перспективі запобігла створенню абсолютистської держави. На той час союз залишався децентралізованою і неорганізованою країною, яку роздирали релігійні та політичні конфлікти. 1655 року спроба створити центральну адміністрацію провалилася після того, як автори пропозиції, Берн і Цюрих, не змогли домовитися один з одним.
У 1656 році через конфлікт навколо релігійних біженців зі Швіцу, які втекли до Цюриху, спалахнула Перша Філльмергенська війна. Католики перемогли та змогли зберегти своє політичне панування, а також добилися угоди, згідно з якою кожен кантон став повністю незалежним щодо релігійних питань. Близько 1707 року в Женеві спалахнули заворушення, які тривали протягом усього періоду раннього Нового часу. Крім того, 1707 року долина Тоггенбург повстала проти князя-абата Санкт-Галленського. Спроби придушити заколот призвели до другої битви при Філльмергені 1712 року та пограбування абатства бернськими й цюрихськими військами. З 1719 по 1722 рік в окрузі Верденберг було повстання проти міста Гларус.
1717 року майора Жана Даніеля Абрахама Давеля було призначено командувачем регіону Лаво на території нинішнього кантону Во. Він ототожнював себе з франкомовним населенням, яке відчувало себе пригнобленим німецькомовним Берном, що контролював регіон. Давель вважав, що він був покликаний Богом, щоб звільнити жителів Во від Берну. 31 березня 1723 року з 600 людьми він рушив на Лозанну, щоб просити міських лідерів почати повстання. Однак вони повідомили про нього Берну та заарештували його наступного ранку. Його визнали винним у державній зраді та обезголовили.
Приблизно через чверть століття, 1749 року, у Берні відбулося ще одне невдале повстання проти патриціанських сімей міста, а через кілька років, у 1755 році — невдале Лівінське повстання проти Урі. Зрештою, 1781 року відбулося повстання Шено проти міста Фрібур.

## Епоха Просвітництва
Епоха Просвітництва була добре сприйнята у швейцарських містах, незважаючи на тогочасні тенденції до політичного консерватизму. Ранньомодерний період був часом розквіту швейцарської науки та літератури. У Цюриху вчений і лікар Йоганн Якоб Шойхцер писав про історію, геологію, географію та науку Швейцарії. У Базелі сім'я Бернуллі та Леонард Ейлер працювали над математикою та фізикою, розробивши деякі фундаментальні концепції в цих галузях. Альбрехт фон Галлер і Жан-Жак Руссо високо оцінювали природну красу та незайманий стан Швейцарії, викликавши ранню хвилю туризму (зокрема, візит Гете до Швейцарії в 1775 році).
У той час Цюрих був домом для багатьох всесвітньо відомих вчених, таких як Йоганн Якоб Бодмер, Соломон Гесснер, Йоганн Генріх Песталоцці та Йоганн Каспар Лафатер, називаючи себе «республікою» (на честь великих міст-держав того часу, таких як Венеційська республіка).

## Культура в ранній новий період
До початку Нового часу більшість літератури Швейцарської конфедерації була латинською або німецькою мовами, оскільки до 1798 року конфедерація була переважно німецькомовною, лише з невеликими вкрапленнями французької. У ранньомодерний період німецька мова все ще домінувала в межах сучасної Швейцарії, хоча французькі, італійські та романшські літературні традиції теж почали розвиватися.

### Німецькомовна література

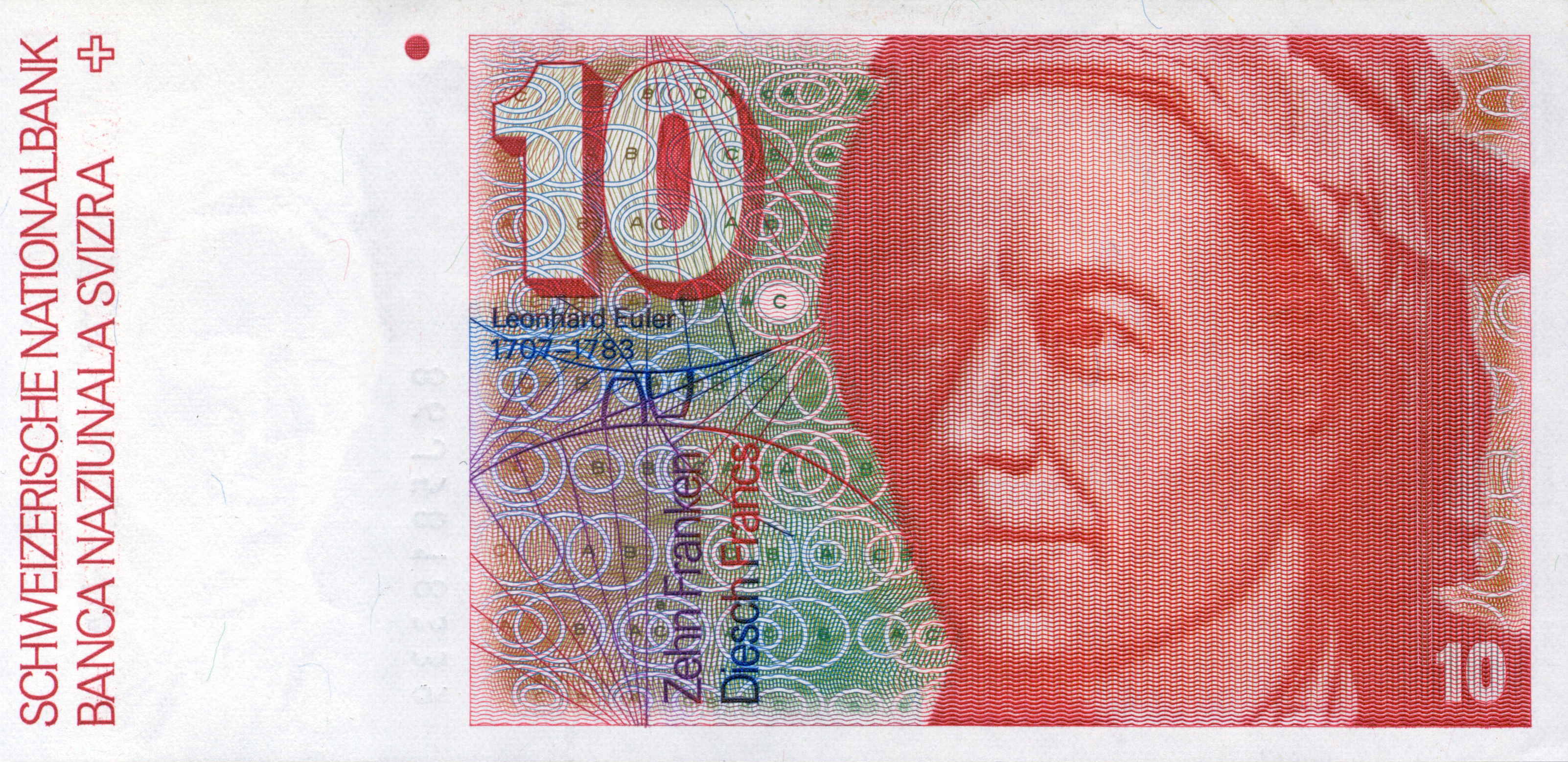
Стара швейцарська банкнота номіналом 10 франків на честь Леонарда Ейлера, який розробив багато ключових понять у математиці, обчисленнях, фізиці та інженерії

У XVIII столітті інтелектуальний рух у Швейцарії набув значного розвитку, хоча на нього, звісно, сильно впливали місцеві особливості. Базель, Берн й особливо Цюрих були головними літературними центрами. Базель вирізнявся своїми математиками, такими як Леонард Ейлер (1707—1783), та трьома членами родини Бернуллі, братами Якобом (1654—1705) та Йоганном (1667—1748), а також сином останнього Даніелем (1700—1782). Але головною літературною славою Швейцарії був Ісаак Ізелін (1728—1782), один із засновників Гельветійського товариства (1760) та Економічного товариства (1777). Він писав про філософію історії, ідеалістичну політику й економіку.

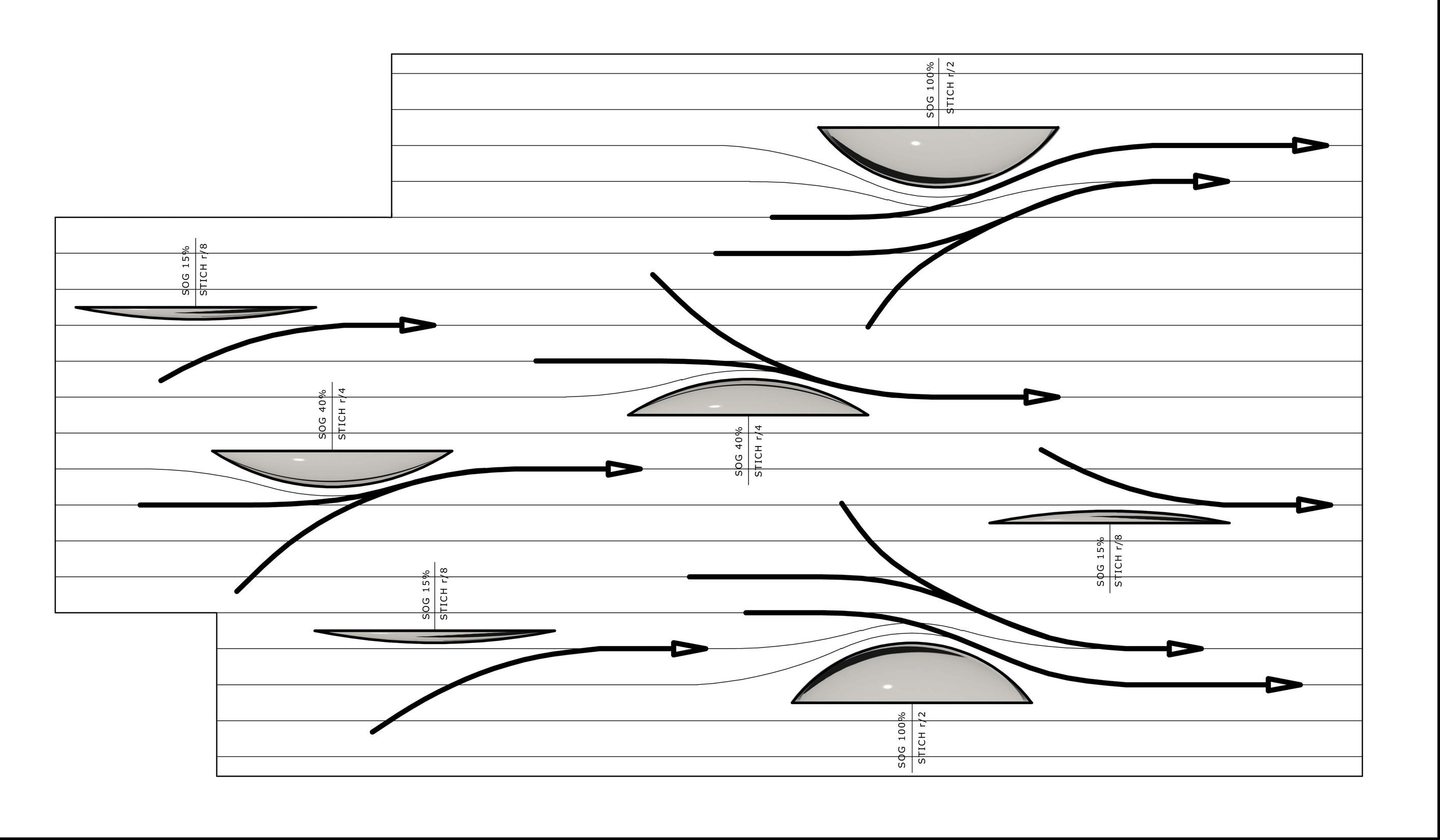
Потік повітря над різними формами (перший крок у розробці крил для польоту) був однією з багатьох тем, які у Швейцарії вивчала сім'я Бернуллі

У Берні широко використовували як німецьку, так і французьку мови, що ускладнювало поділ бернських авторів на одну категорію. Альбрехт фон Галлер писав як наукові праці, так і вірші, у яких оспівував красу сільської місцевості. Його син Готліб Емануель фон Галлер (1735—1786) склав корисну бібліографію праць з історії Швейцарії, якою користуються і сьогодні. Беат Людвіг фон Муральт (1656—1749) французькою мовою аналізував расові особливості інших народів для повчання своїх співвітчизників. Самуель Віттенбах (1748—1830), Готліб Зигмунд Грунер та Йоганн Георг Альтманн (1697—1758) писали описи сільської місцевості в поєднанні літературного та наукового стилів.
У Цюриху Йоганн Якоб Шойхцер писав латинською мовою про свої подорожі країною та ділився ними з Лондонським королівським товариством, членом якого він був. Він тісно спілкувався з іншими членами Королівського товариства, в тому числі з Ісааком Ньютоном. Йоганн Якоб Бодмер та його друг Йоганн Якоб Брайтінгер (1701—1776) були одними з найвидатніших суто літературних письменників міста. Іншим відомим цюрихським письменником був Соломон Гесснер, пасторальний поет, а ще одним — Йоганн Каспар Лафатер, якого зараз найбільше пам'ятають як прихильника думки, що обличчя є досконалим показником характеру, тож фізіогноміку можна розглядати як науку. Серед інших відомих вихідців з Цюриха — просвітник Йоганн Генріх Песталоцці (1746—1827), Ганс Каспар Гірцель (1725—1803), ще один із засновників Гельветійського товариства, та Йоганн Георг Зульцер (1720—1779), головна праця якого присвячена законам мистецтва або естетиці.
Окрім трьох вищезгаданих міст, у німецькомовній Швейцарії було кілька видатних письменників. Один з найвідоміших — Йоганн Георг Циммерман (1728—1795), чиї «Розповіді про самотність» (1756—1784/1785) справили глибоке враження на його сучасників. Він, як і байкар А. Ерліх, народився в Бруггу. Йоганнес фон Мюллер з Шаффгаузена був першим, хто спробував написати (1780) детальну історію Швейцарії, яка, хоча й була натхненна більше його любов'ю до свободи, ніж глибокими дослідженнями, була дуже характерною для свого часу. Йоганн Готфрід Ебель був швейцарцем лише за усиновленням, але заслуговує на згадку як автор першого детального путівника країною (1793), який утримував свої позиції аж до часів Мюррея і Бедекера. Пізніший письменник Генріх Чокке (1771—1848), також швейцарець лише за усиновленням, створив (1822) історію Швейцарії, написану для народу, яка мала велику популярність.

### Франкомовна література

Жан-Жак Руссо писав у Женеві протягом XVIII століття

XVIII століття було золотою добою для швейцарської літератури. Це відбулося завдяки впливу французьких біженців, які прибули до Швейцарії після скасування Нантського едикту 1685 року. Серед біженців був Луї Бурге (1678—1743), який писав геологічні праці та заснував два періодичні видання, що надавали країні італійські дослідження та твори французьких швейцарських авторів. Абрахам Рюша (1678—1750), який публікувався в періодичних виданнях Бурге, найбільш відомий як автор (під псевдонімом Готліб Кіпзелер) чудового путівника Швейцарією, який видавався з 1714 по 1778 рік. Приблизно в той самий час історик Шарль Гійом Луай де Боша (1695—1754) та філософ Жан-П'єр де Круза (1663—1750) працювали у Во, який на той час входив до складу кантону Берн. Французький біженець у Лозанні Жан Барберак (1674—1744) опублікував у 1712 році переклад праць Самуеля фон Пуфендорфа про природне право. Філософ Жан-Жак Бюрламакі (1694—1750) та відомий юрист-міжнародник Еммеріх де Ваттель (1714—1767) були уродженцями Невшателя, хоча де Ваттель повернувся до міста лише для того, щоб померти.

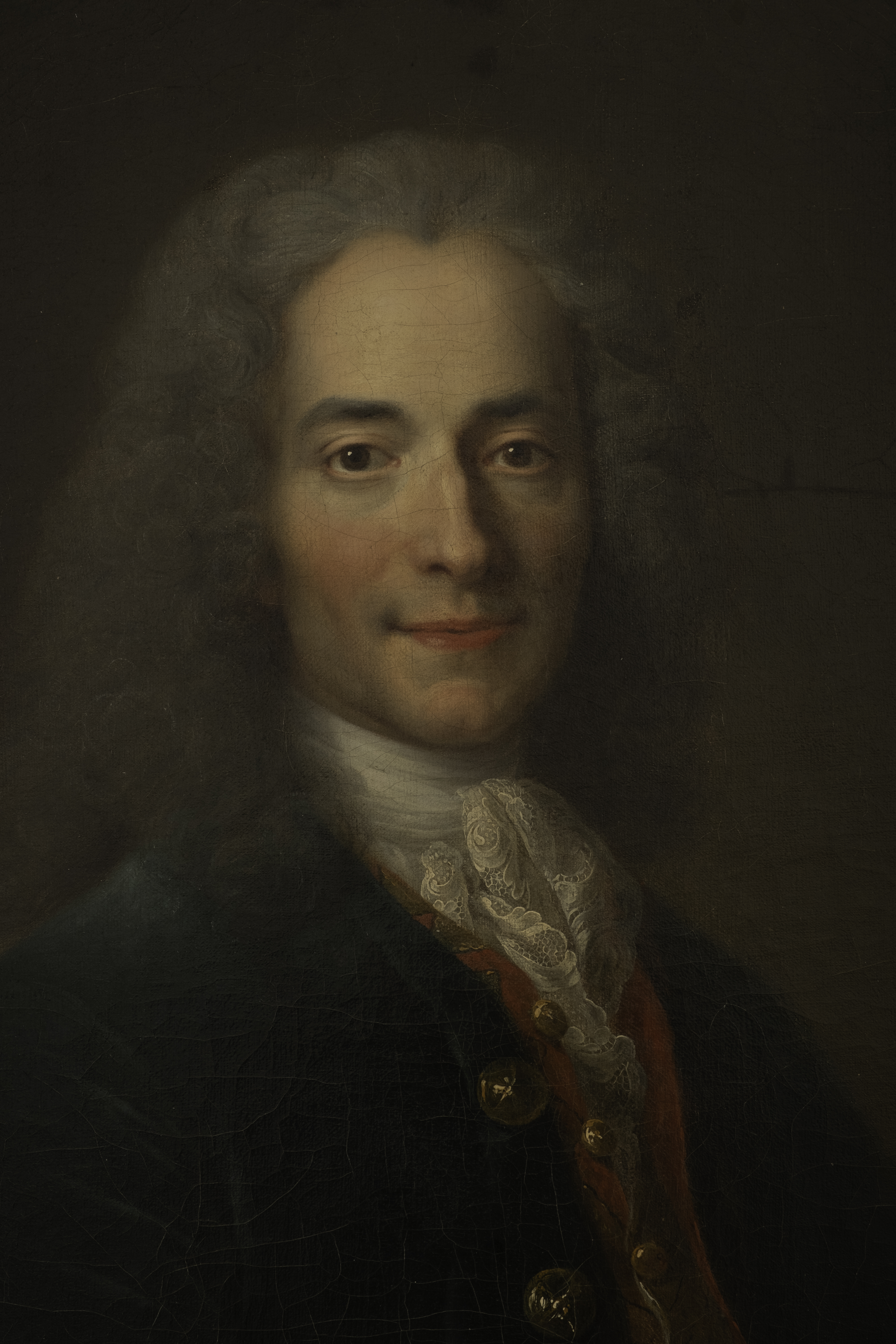
Вольтер написав «Кандід, або оптимізм», одну зі своїх найвідоміших робіт, під час перебування у Швейцарії

Друга половина XVIII століття — це час, коли деякі з найвідоміших письменників епохи оселилися в місцевості, яка згодом стане Французькою Швейцарією. У 1754 році знаменитий філософ Руссо назавжди повернувся до Женеви, Вольтер оселився у Ферне, а в 1753 році історик Едвард Гіббон переїхав до Лозанни. Ці троє, хоча їхні твори не були специфічно швейцарськими, очолили золотий вік французької літератури у Швейцарії.
Також у цей час були й інші активні письменники. Мадам де Шар'єр (1740—1805) була нідерландкою за походженням, але вийшла заміж за уродженця Невшателя. Вона писала про сумні наслідки невдалого шлюбу та розгортала події своїх книг у детально описаних маленьких провінційних містечках. Поль Анрі Малле, уродженець Женеви, який очолював кафедру в Копенгагені, присвятив себе ознайомленню освіченого світу з історією та старожитностями Скандинавії.
У середині та наприкінці XVIII століття Женева дала цілу плеяду вчених, які цікавилися особливостями Альп. Головним представником цієї школи був Орас Бенедикт де Соссюр, один із засновників геології та метеорології, а його альпійські сходження (здійснені з науковою метою) відкрили новий світ навіть для мандрівників, які не були науковцями. Жан-Андре Делюк присвятив себе переважно питанням фізики в Альпах, тоді як Жан Сенеб'є, біограф Соссюра, був більше відомий як фізіолог, ніж як фізик, хоча він писав про багато галузей природознавства, які в ті часи ще не були вузькоспеціалізованими. З іншого боку, Марк Теодор Буррі, сучасник цих трьох чоловіків, був радше цікавим і допитливим мандрівником, ніж науковим дослідником, і навіть зараз зачаровує нас своєю геніальною простотою, що контрастує з суворістю і серйозністю трьох згаданих нами письменників.
У Во, що на той час входив до складу кантону Берн, серед франкомовних мешканців почали зростати націоналістичні настрої, спрямовані проти німецькомовної адміністрації Берна. Філіп Сіріак Брідель (1757—1845), який почав писати вірші у 1782 році, вважається найпершим поетом-водуанцем. Його описи подорожей регіоном Во публікували серійно протягом майже 50 років, з 1783 по 1831 рік. Його картини та письмові портрети сільської місцевості Во надихнули низку пізніших письменників і допомогли об'єднати водуанський націоналістичний рух.